# Szunozaur
Szunozaur (Shunosaurus) – rodzaj zauropoda z rodziny cetiozaurów (Cetiosauridae), żyjący w okresie jury na terenach obecnych Chin. 
Nazwa rodzajowa oznacza „jaszczur z Shu” (Shu to starożytna nazwa Syczuanu).
Jego szczątki znaleziono w chińskiej prowincji Syczuan, w skałach formacji Shaximiao. Wiek warstw z tym dinozaurem początkowo datowano na podstawie innych skamieniałości na jurę środkową, jednak datowania izotopowe wskazują na początek jury późnej, na oksford.
Długość ciała ok. 12 m, wysokość ok. 5 m masa ok. 8 t.
Był to stosunkowo wczesny zauropod. Jako jeden z niewielu przedstawicieli tej grupy dinozaurów posiadał charakterystyczną maczugę na ogonie.
W obrębie rodzaju wyróżniono gatunek Shunosaurus lii.